# Halowe Mistrzostwa Świata w Lekkoatletyce 2010
13. Halowe Mistrzostwa Świata w Lekkoatletyce – zawody lekkoatletyczne, które odbyły się od 12 do 14 marca 2010 w stolicy Kataru, Dosze. Areną zmagań lekkoatletów była hala Aspire Dome.
25 marca 2007 roku na spotkaniu w Mombasie IAAF ogłosił, że organizatora imprezy wybierze spośród Ad-Dauhy i tureckiego Stambułu. Decyzję o przyznaniu Katarowi prawa do organizacji imprezy podjęto na kongresie IAAF 25 listopada 2007 w Monako. Wybór ten oznaczał, że lekkoatletyczne halowe mistrzostwa świata po raz pierwszy odbędą się na Bliskim Wschodzie i po raz drugi poza Europą lub Ameryką Północną (w 1999 czempionat zorganizowano w japońskim Maebashi).
Hala Aspire Dome, która była areną zmagań lekkoatletów była w roku 2008 gospodarzem halowych mistrzostw Azji. Światowy czempionat, który odbył się w Dosze był pierwszą z dwóch ważnych imprez lekkoatletycznych, które miały miejsce w stolicy Kataru w roku 2010. 14 maja mityngiem Qatar Athletic Super Grand Prix zainaugurowała tutaj cykl prestiżowych zawodów Diamentowa Liga IAAF.

## Rezultaty

### Mężczyźni
| Konkurencja:                          | 1. miejsce                                                                         | Rezultat     | 2. miejsce                                                                       | Rezultat    | 3. miejsce                                                                           | Rezultat   |
| Bieg na 60 m (szczegóły)              | Dwain Chambers                                                                     | 6,48 WL      | Michael Rodgers                                                                  | 6,53        | Daniel Bailey                                                                        | 6,57       |
| Bieg na 400 m (szczegóły)             | Chris Brown                                                                        | 45,96 SB     | William Collazo                                                                  | 46,31 SB    | Jamaal Torrance                                                                      | 46,43      |
| Bieg na 800 m (szczegóły)             | Abubaker Kaki Khamis                                                               | 1:46,23 SB   | Boaz Kiplagat Lalang                                                             | 1:46,39     | Adam Kszczot                                                                         | 1:46,69    |
| Bieg na 1500 m (szczegóły)            | Deresse Mekonnen                                                                   | 3:41,86      | Abdalaati Iguider                                                                | 3:41,96     | Haron Keitany                                                                        | 3:42,32    |
| Bieg na 3000 m (szczegóły)            | Bernard Lagat                                                                      | 7:37,97 SB   | Sergio Sánchez                                                                   | 7:39,55     | Sammy Alex Mutahi                                                                    | 7:39,90    |
| Bieg na 60 m przez płotki (szczegóły) | Dayron Robles                                                                      | 7,34 CR      | Terrence Trammell                                                                | 7,36 NR     | David Oliver                                                                         | 7,44 PB    |
| Sztafeta 4 × 400 m (szczegóły)        | Stany Zjednoczone · Jamaal Torrance · Greg Nixon · Tavaris Tate · Bershawn Jackson | 3:03,40 WL   | Belgia · Cédric Van Branteghem · Kévin Borlée · Antoine Gillet · Jonathan Borlée | 3:06,94 NR  | Wielka Brytania · Conrad Williams · Nigel Levine · Christopher Clarke · Richard Buck | 3:07,52 SB |
| Skok wzwyż (szczegóły)                | Iwan Uchow                                                                         | 2,36         | Jarosław Rybakow                                                                 | 2,31        | Dusty Jonas                                                                          | 2,31       |
| Skok o tyczce (szczegóły)             | Steven Hooker                                                                      | 6,01 CR      | Malte Mohr                                                                       | 5,70        | Alexander Straub                                                                     | 5,65       |
| Skok w dal (szczegóły)                | Fabrice Lapierre                                                                   | 8,17         | Godfrey Khotso Mokoena                                                           | 8,08 SB     | Mitchell Watt                                                                        | 8,05       |
| Trójskok (szczegóły)                  | Teddy Tamgho                                                                       | 17,90 WR, CR | Yoandri Betanzos                                                                 | 17,69 PB    | Arnie David Giralt                                                                   | 17,36 SB   |
| Pchnięcie kulą (szczegóły)            | Christian Cantwell                                                                 | 21,83        | Ralf Bartels                                                                     | 21,44 PB    | Dylan Armstrong                                                                      | 21,39 NR   |
| Siedmiobój (szczegóły)                | Bryan Clay                                                                         | 6204 pkt SB  | Trey Hardee                                                                      | 6184 pkt SB | Aleksiej Drozdow                                                                     | 6141 pkt   |

### Kobiety
| Konkurencja:                          | 1. miejsce                                                                          | Rezultat    | 2. miejsce                                                                          | Rezultat    | 3. miejsce                                                                       | Rezultat     |
| Bieg na 60 m (szczegóły)              | Veronica Campbell-Brown                                                             | 7,00 PB     | Carmelita Jeter                                                                     | 7,05        | Paulette Zang-Milama Sheri-Ann Brooks                                            | 7,14 7,14 PB |
| Bieg na 400 m (szczegóły)             | Debbie Dunn                                                                         | 51,04       | Tatjana Firowa                                                                      | 51,13 PB    | Wanja Stambołowa                                                                 | 51,50 SB     |
| Bieg na 800 m (szczegóły)             | Marija Sawinowa                                                                     | 1:58,26 WL  | Jennifer Meadows                                                                    | 1:58,43 NR  | Alysia Johnson                                                                   | 1:59,60 PB   |
| Bieg na 1500 m (szczegóły)            | Kalkidan Gezahegne                                                                  | 4:08,14     | Natalia Rodríguez                                                                   | 4:08,30     | Gelete Burka                                                                     | 4:08,39      |
| Bieg na 3000 m (szczegóły)            | Meseret Defar                                                                       | 8:51,17     | Vivian Cheruiyot                                                                    | 8:51,85     | Sentayehu Ejigu                                                                  | 8:52,08      |
| Bieg na 60 m przez płotki (szczegóły) | Lolo Jones                                                                          | 7,72 CR     | Perdita Felicien                                                                    | 7,86 SB     | Priscilla Lopes-Schliep                                                          | 7,87         |
| Sztafeta 4 × 400 m (szczegóły)        | Stany Zjednoczone · Debbie Dunn · DeeDee Trotter · Natasha Hastings · Allyson Felix | 3:27,34 WL  | Rosja · Swietłana Pospiełowa · Natalja Nazarowa · Ksienija Wdowina · Tatjana Firowa | 3:27,44 SB  | Czechy · Denisa Rosolová · Jitka Bartoničková · Zuzana Bergrová · Zuzana Hejnová | 3:30,05 SB   |
| Skok wzwyż (szczegóły)                | Blanka Vlašić                                                                       | 2,00        | Ruth Beitia                                                                         | 1,98        | Chaunté Howard                                                                   | 1,96         |
| Skok o tyczce (szczegóły)             | Fabiana Murer                                                                       | 4,80        | Swietłana Fieofanowa                                                                | 4,80 SB     | Anna Rogowska                                                                    | 4,70         |
| Skok w dal (szczegóły)                | Brittney Reese                                                                      | 6,70        | Naide Gomes                                                                         | 6,67        | Keila Costa                                                                      | 6,63 SB      |
| Trójskok (szczegóły)                  | Olga Rypakowa                                                                       | 15,14 WL    | Yargelis Savigne                                                                    | 14,86 SB    | Anna Piatych                                                                     | 14,64 SB     |
| Pchnięcie kulą (szczegóły)            | Nadzieja Astapczuk                                                                  | 20,85 CR    | Valerie Vili                                                                        | 20,49 AR    | Natalla Michniewicz                                                              | 20,42 SB     |
| Pięciobój (szczegóły)                 | Jessica Ennis                                                                       | 4937 pkt CR | Natala Dobrynska                                                                    | 4851 pkt NR | Tatjana Czernowa                                                                 | 4762 pkt     |

## Klasyfikacja medalowa

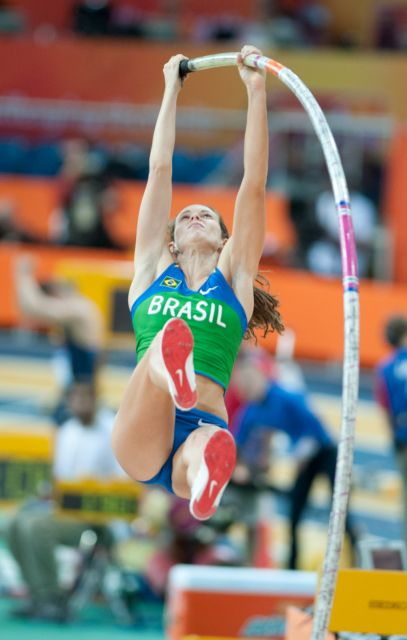
Fabiana Murer zdobyła jedyny złoty medal dla Brazylii

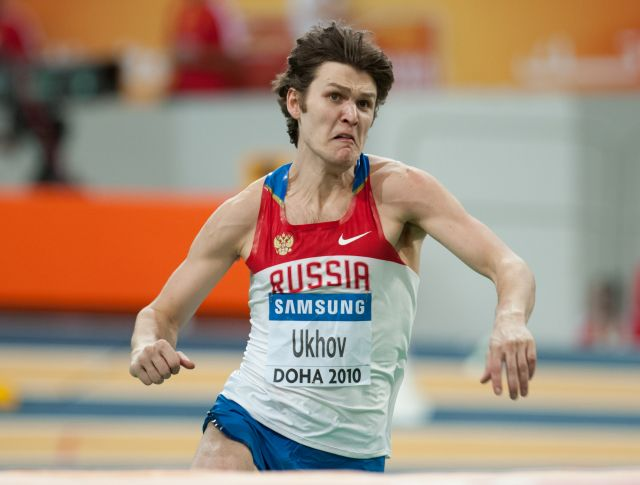
Rosjanin Iwan Uchow wygrał skok wzwyż

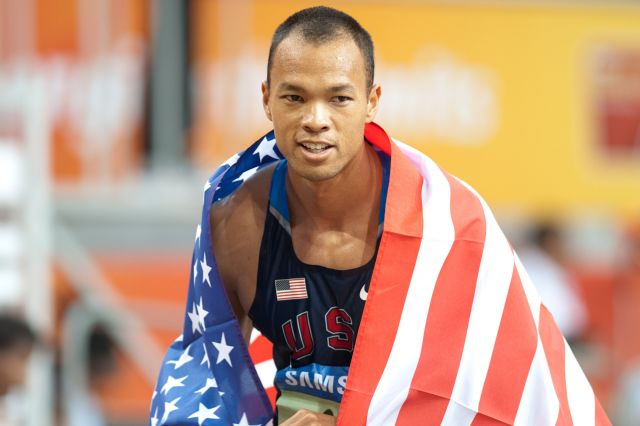
Złoty medal w wieloboju zdobył reprezentant USA Bryan Clay

| Miejsce | Reprezentacja     | Złoto | Srebro | Brąz | Razem |
| 1.      | Stany Zjednoczone | 8     | 4      | 5    | 17    |
| 2.      | Etiopia           | 3     | 0      | 2    | 5     |
| 3.      | Rosja             | 2     | 4      | 3    | 9     |
| 4.      | Wielka Brytania   | 2     | 1      | 1    | 4     |
| 5.      | Australia         | 2     | 0      | 1    | 3     |
| 6.      | Kuba              | 1     | 3      | 1    | 5     |
| 7.      | Białoruś          | 1     | 0      | 1    | 2     |
| 7.      | Brazylia          | 1     | 0      | 1    | 2     |
| 7.      | Jamajka           | 1     | 0      | 1    | 2     |
| 10.     | Bahamy            | 1     | 0      | 0    | 1     |
| 10.     | Chorwacja         | 1     | 0      | 0    | 1     |
| 10.     | Francja           | 1     | 0      | 0    | 1     |
| 10.     | Kazachstan        | 1     | 0      | 0    | 1     |
| 10.     | Sudan             | 1     | 0      | 0    | 1     |
| 15.     | Hiszpania         | 0     | 3      | 0    | 3     |
| 16.     | Kenia             | 0     | 2      | 2    | 4     |
| 17.     | Niemcy            | 0     | 2      | 1    | 3     |
| 18.     | Kanada            | 0     | 1      | 2    | 3     |
| 19.     | Belgia            | 0     | 1      | 0    | 1     |
| 19.     | Maroko            | 0     | 1      | 0    | 1     |
| 19.     | Nowa Zelandia     | 0     | 1      | 0    | 1     |
| 19.     | Portugalia        | 0     | 1      | 0    | 1     |
| 19.     | Południowa Afryka | 0     | 1      | 0    | 1     |
| 19.     | Ukraina           | 0     | 1      | 0    | 1     |
| 26.     | Polska            | 0     | 0      | 2    | 2     |
| 27.     | Antigua i Barbuda | 0     | 0      | 1    | 1     |
| 27.     | Bułgaria          | 0     | 0      | 1    | 1     |
| 27.     | Czechy            | 0     | 0      | 1    | 1     |
| 27.     | Gabon             | 0     | 0      | 1    | 1     |

## Uczestnicy
Do zawodów zgłoszono 657 zawodników ze 150 krajów.